# جان إريك يندكفيست
جان إريك يندكفيست (بالسويدية: Jan Erik Lindqvist)‏ هو ممثل سويدي، ولد في 25 يوليو 1920 بستوكهولم في السويد، وتوفي في 23 أكتوبر 1988.

## وصلات خارجية
- جان إريك يندكفيست على موقع IMDb (الإنجليزية)
- جان إريك يندكفيست على موقع قاعدة بيانات الأفلام السويدية (السويدية)
- جان إريك يندكفيست على موقع قاعدة بيانات الفيلم (الإنجليزية)